# Popeye Jones
Ronald Jerome Jones, detto Popeye (Dresden, 17 giugno 1970), è un allenatore di pallacanestro ed ex cestista statunitense, professionista nella NBA.

## Carriera
È stato selezionato dagli Houston Rockets al secondo giro del Draft NBA 1992 (41ª scelta assoluta).

## Statistiche

### College
| Anno      | Squadra           | PG  | PT | MP   | TC%  | 3P%  | TL%  | RP   | AP  | PRP | SP  | PP   |
| --------- | ----------------- | --- | -- | ---- | ---- | ---- | ---- | ---- | --- | --- | --- | ---- |
| 1988-1989 | Murray St. Racers | 30  | 1  | 17,3 | 48,9 | -    | 75,4 | 4,6  | 0,7 | 0,6 | 0,2 | 5,8  |
| 1989-1990 | Murray St. Racers | 30  | 30 | 34,6 | 50,0 | 44,1 | 75,7 | 11,2 | 2,0 | 1,9 | 0,6 | 19,5 |
| 1990-1991 | Murray St. Racers | 33  | 32 | 31,9 | 49,3 | 21,9 | 71,1 | 14,2 | 2,1 | 1,2 | 1,2 | 20,2 |
| 1991-1992 | Murray St. Racers | 30  | 29 | 33,1 | 48,8 | 38,9 | 77,8 | 14,4 | 2,4 | 1,4 | 0,9 | 21,1 |
| Carriera  | Carriera          | 123 | 92 | 29,3 | 49,3 | 34,5 | 75,1 | 11,2 | 1,8 | 1,3 | 0,7 | 16,7 |

### NBA

#### Regular Season
| Anno      | Squadra          | PG  | PT  | MP   | TC%  | 3P%  | TL%  | RP   | AP  | PRP | SP  | PP   |
| --------- | ---------------- | --- | --- | ---- | ---- | ---- | ---- | ---- | --- | --- | --- | ---- |
| 1993-1994 | Dallas Mavericks | 81  | 47  | 21,9 | 47,9 | 0,0  | 72,9 | 7,5  | 1,2 | 0,8 | 0,4 | 5,8  |
| 1994-1995 | Dallas Mavericks | 80  | 80  | 29,8 | 44,3 | 8,3  | 64,5 | 10,6 | 2,0 | 0,4 | 0,3 | 10,3 |
| 1995-1996 | Dallas Mavericks | 68  | 68  | 34,1 | 44,6 | 35,9 | 76,7 | 10,8 | 1,9 | 0,8 | 0,4 | 11,3 |
| 1996-1997 | Toronto Raptors  | 79  | 61  | 30,6 | 48,0 | 7,7  | 81,8 | 8,6  | 1,1 | 0,7 | 0,5 | 7,8  |
| 1997-1998 | Toronto Raptors  | 14  | 4   | 25,1 | 40,9 | 66,7 | 73,7 | 7,3  | 1,3 | 0,7 | 0,2 | 8,6  |
| 1998-1999 | Boston Celtics   | 18  | 2   | 11,4 | 39,2 | 0,0  | 82,4 | 2,9  | 0,8 | 0,3 | 0,0 | 3,0  |
| 1999-2000 | Denver Nuggets   | 40  | 1   | 8,3  | 42,3 | 66,7 | 73,7 | 2,6  | 0,5 | 0,1 | 0,2 | 2,6  |
| 2000-2001 | Wash. Wizards    | 45  | 1   | 14,2 | 39,2 | 16,7 | 74,5 | 4,9  | 0,7 | 0,4 | 0,2 | 3,6  |
| 2001-2002 | Wash. Wizards    | 79  | 40  | 24,3 | 43,7 | 36,4 | 81,5 | 7,3  | 1,6 | 0,6 | 0,2 | 7,0  |
| 2002-2003 | Dallas Mavericks | 26  | 0   | 8,5  | 38,7 | -    | 45,5 | 2,3  | 0,3 | 0,2 | 0,0 | 2,0  |
| 2003-2004 | G.S. Warriors    | 5   | 0   | 2,0  | 0,0  | -    | -    | 0,2  | 0,0 | 0,0 | 0,0 | 0,0  |
| Carriera  | Carriera         | 535 | 304 | 23,5 | 44,7 | 28,1 | 75,1 | 7,4  | 1,3 | 0,6 | 0,3 | 7,0  |

## Palmarès
- 1 volta maggior numero di rimbalzi offensivi in stagione NBA